# Samfunnspartiet
Samfunnspartiet är ett norskt politiskt parti.
Partiet grundades av Øystein Meier Johannessen 1985 och beskriver sig som ett anarkistiskt parti, grundat på budskapet om kärleken till nästan i Nya testamentet och på humanismens ideal om att respektera människovärdet.
Partiet ställde upp i senaste stortingsvalet 2005 och fick då 44 röster, vilket gjorde dem till det minsta bland de registrerade partierna.
Partiet har uppmärksammats för att de satt upp norska kändisar på sin valsedel utan att dessa har samtyckt till detta. Ett exempel på detta är fotomodellen Aylar Lie.